# Joe 90
Joe 90 is een Britse sciencefiction supermarionationserie uit 1968, bedacht door Sylvia en Gerry Anderson. De serie werd gemaakt voor Lew Grades ITC Entertainment door Century 21 Productions, en werd voor het eerst uitgezonden op ATV. In totaal bestaat de serie uit 30 afleveringen. Het was tevens de laatste Gerry Anderson-serie die geheel werd gemaakt met behulp van Supermarionation.

## Verhaal
De serie speelt zich af rond 2012-2013. De hoofdrolspeler in Joe 90 is een 9-jarig kind genaamd Joe McClaine. Joes adoptievader en computerexpert, Professor Ian McClaine, vindt op een dag een machine uit die hij de BIG RAT, (Brain Impulse Galvanoscope
Record And Transfer) noemt. Deze BIG RAT kan kennis en ervaring over bepaalde zaken kopiëren uit het brein van een expert op dat gebied, en overbrengen naar een andere persoon zodat die persoon ook een expert wordt. Macs vriend, Sam Loover, een geheim agent voor de World Intelligence Network (WIN), haalt Mac over om Joe de machine te laten gebruiken zodat hij voor WIN kan gaan werken. De reden dat ze Joe willen gebruiken voor dit doel is omdat vijandige spionnen hem niet direct als een gevaar zullen beschouwen, daar hij nog maar een kind is.
De serie volgt vervolgens Joe op verschillende missies. Voor aanvang van elke missie geeft Professor McClaine Joe de nodige kennis via BIG RAT.

## Analyse
Net als Andersons vorige series draait de plot van Joe 90 vaak om reddingsacties, wereldwijd vertakte geheime organisaties, gecompliceerde futuristische machines en gadgets, terrorisme en rampen die de hele wereld bedreigen. Professor McClaine bezat bijvoorbeeld een vliegende auto.
De marionetten in de serie waren net als in Captain Scarlet de nieuwere modellen met hoofden die de juiste verhouding hadden ten opzichte van het lichaam. Veel van de poppen uit Captain Scarlet werden hergebruikt in Joe 90, behalve de Captain Scarlet-, Captain Blue- en Lieutenant Green-marionetten.
Anderson probeerde zijn nieuwe serie te richten op een breed publiek. Aan de ene kant was de serie duidelijk een kinderserie, met in de hoofdrol ook een kindpersonage. Aan de andere kant bevatte Joe 90 wel de duistere en gewelddadige verhaallijn die ook al werd gebruikt in Captain Scarlet. Een voorbeeld is de aflevering "Project 90", waarin Professor McClaine wordt ontvoerd, gegijzeld en bedreigd met een boor. Dit leidde wel tot reacties van critici die vonden dat de scenario’s niet geschikt waren voor een kind. De serie kan vanwege de jonge held als voorloper worden gezien van andere spionage films/series met kinderen in de hoofdrol, zoals Spy Kids.
Om de serie realistisch te houden werd de stem van Joe ingesproken door een kindacteur, Len Jones, in plaats van door een volwassen vrouw zoals dat in Andersons vorige series altijd het geval was geweest.
De serie ging ervan uit dat de Koude Oorlog nog tot de 21e eeuw door zou gaan. De slechteriken in de serie hadden vaak een Slavisch accent.
De serie maakte net als Andersons vorige series gebruik van muziek gecomponeerd door Barry Gray.
Het personage Joe verschilde sterk qua persoonlijkheid tussen het moment voordat hij zijn behandeling in de BIG RAT onderging, en het moment erna. Als Joe zijn behandeling had ondergaan en een expert was geworden in een bepaald iets, droeg hij altijd een kenmerkende bril.
De invloed van de serie was in de jaren 60, 70 en 80 merkbaar. Op veel Britse scholen werden kinderen die behoorlijk bijdehand (en niet echt geliefd) waren, “Joe 90” genoemd. Ook was Joe 90 in de jaren 70 en 80 een (ietwat grove) benaming voor iedereen met een bril. Het feit dat voormalige Britse Eerste Minister John Major gelijkenissen vertoonde met Joe was vaak het onderdeel van spot, vooral door Rory Bremner.

## Andere media
Verschillende Joe 90 strips, annuals en activiteitsboeken werden geproduceerd rond de tijd dat de serie voor het eerst werd uitgezonden.
In 1990 ontstond een grote interesse in oude klassieke televisieseries uit de jaren 60 en 70. Hierdoor werden veel van Andersons series opnieuw uitgezonden. Zo ook Joe 90. Een kortlopende stripserie werd uitgebracht rond dezelfde tijd.
Plannen voor een live-action-verfilming van de serie bestaan sinds de jaren 60 en kwamen in 2003 zelfs erg dichtbij, maar zijn tot op heden nog niet gerealiseerd.

## Stemacteurs
- Len Jones — Joe McClaine
- Keith Alexander — Sam Loover / Verschillende personages
- Sylvia Anderson — Ada Harris / Verschillende personages
- Rupert Davies — Professor Ian "Mac" McClaine
- Gary Files — Verschillende personages
- David Healy — Shane Weston / Verschillende personages
- Martin King — Verschillende personages
- Elizabeth Morgan — Verschillende personages
- Shane Rimmer — WIN wetenschapper Kelly / Verschillende personages
- Jeremy Wilkin — Verschillende personages

## Credits
- Bedacht door — Gerry Anderson, Sylvia Anderson
- Personages gemaakt door — Joeseph Herbert, Sylvia Anderson
- Schrijvers — Gerry Anderson, Sylvia Anderson, Tony Barwick, Shane Rimmer, David Lane, Desmond Saunders, Keith Wilson, Pat Dunlop, Donald James, John Lucarotti
- Script Editor — Tony Barwick
- Producer — David Lane
- Uitvoered Producent — Reg Hill
- Productie Controller — Desmond Saunders
- Productiemanager — Frank Hollands
- Regisseurs — Desmond Saunders, Alan Perry, Leo Eaton, Ken Turner, Peter Anderson, Brian Heard
- Muziek gecomponeerd en geregisseerd door — Barry Gray
- Toezichthouder Visueel Effecten — Derek Meddings
- Senior Visuele Effectten Regisseur — Jimmy Elliot
- Visuele Effecten Regisseurs — Shaun Whittacker-Cook, Bill Camp
- Marionet Coördinator — Mary Turner
- Marionet Operators — Charmaine Wood, Wanda Webb, Rowena White
- Belichtingscameramannen — Julien Lugrin, Paddy Seale
- Toezichthouder artirector — Bob Bell
- Artdirectors — Grenville Nott, Keith Wilson
- BIG RAT door — Century 21 Film Props

## Referentie
1. ↑  Joe 90 'set for big screen'. BBC Entertainment News. BBC (5 mei 2003). Gearchiveerd op 11 januari 2008. Geraadpleegd op 16 november 2006.
2. ↑  Films - Review of 2003. BBC Entertainment News. BBC. Gearchiveerd op 4 april 2005. Geraadpleegd op 16 november 2006.